# Antonio Leonelli
Antonio Leonelli ou Antonio Leonelli da Crevalcore (Crevalcore, v. 1438/1441- Bologne, 1515/1525) est un peintre italien qui fut actif surtout à Bologne à la fin du XVe et début XVIe siècle

## Biographie
Les années de sa naissance et de sa mort ne sont pas connues précisément.
Antonio Leonelli est enregistré en tant que peintre à partir de 1461. Il a obtenu diverses commandes à Bologne et a été « maître des quatre arts » de la commune durant les années 1478, 1489, 1505, 1507 et 1508. Il était également musicien. Il a rempli aussi un rôle civil en tant Ministralis, c'est-à-dire représentant des citoyens du quartier de San Leonardo.
Sa présence à Bologne est attestée par des documents : 
- En 1491, comme « habitator capella S. Proculi », quand il réalisait la  curtinam crucifixi magni à la basilique San Petronio.
- En 1499, comme témoin lors d'un procès.

Néanmoins les informations concernant Antonio Leonelli sont rares, vagues et difficilement interprétables.
Une de ses premières œuvres remonte à 1480 : le 7 août et le 27 octobre 1480 ont été enregistrés deux paiements en sa faveur pour une dipintura del frontespicio du portique de l'église San Giacomo Maggiore, où, à l'intérieur d'une corniche  surmontée d'une inscription avec la date de réalisation (1478), a été peinte une Vierge à l'Enfant au centre, et dans les compartiments latéraux Saint Jacques et Saint Augustin. L'œuvre peut être rapprochée du Portrait de Ludovico Bolognini conservé à la pinacothèque de Bologne.
Le style de l'artiste est imprégné de l'école de Ferrare avec des influences flamandes et des références à la peinture de Francesco del Cossa, Ercole de' Roberti et Cosmè Tura.
Une seule œuvre, perdue en 1945, était datée et signée par Leonelli : une Sainte Famille conservée au Musée de Bode à Berlin où elle a été détruite.
L'artiste a aussi réalisé diverses natures mortes.

## Œuvres
- Vierge à l'Enfant au centre, Saint Jacques et Saint Augustin des compartiments latéraux (1480), portique de l'église San Giacomo Maggiore, Bologne
- Portrait de Ludovico Bolognini, pinacothèque de Bologne,
- Sainte Famille, Berlin,
- Portrait d'adolescent, v. 1475, bois, 51 × 37 cm, Museo Correr, Venise,
- Portrait de la famille Sacrati, Alte Pinakothek, Munich,
- Sainte Famille avec saint Jean enfant, Staatsgalerie, Stuttgart,
- Trois tableaux à Etrepy,
- Sainte Famille, Musée de Bode, Berlin (détruite en 1945).
- Saint François (1490), Princeton University Art Museum, Princeton, New Jersey.

## Sources
- (it) Cet article est partiellement ou en totalité issu de l’article de Wikipédia en italien intitulé « Antonio Leonelli » (voir la liste des auteurs).